# Microsebacina microbasidia
Microsebacina microbasidia är en svampart som först beskrevs av M.P. Christ. & Hauerslev, och fick sitt nu gällande namn av P. Roberts 1993. Microsebacina microbasidia ingår i släktet Microsebacina, ordningen Auriculariales, klassen Agaricomycetes, divisionen basidiesvampar och riket svampar.   Inga underarter finns listade i Catalogue of Life.
I den svenska databasen Dyntaxa används istället namnet Sebacina microbasidia för samma taxon.  Arten har ej påträffats i Sverige.